# Dobrý vtip
Dobrý vtip (anglicky: The Last Joke, Bellagio, také známý jako The Good Joke) je černobílá fotografie pořízená Alfredem Stieglitzem během letní cesty do Itálie v roce 1887. Poté žil a studoval v Německu a v létě se rozhodl procestovat několik italských měst.

## Historie a popis
Stieglitz navštívil mimo jiné Bellagio u jezera Como v Lombardii, kde pořídil několik fotografií, často zachycujících krajinu a lidové výjevy. Tahla byla součástí série, kterou poříidil v Bellagiu. Obraz zachycuje reportážní scénu, bez jakékoli umělosti, a zobrazuje několik dětí a mladistvých obou pohlaví, kteří se zřejmě smějí vtipu, který právě řekla žena u fontány. Je úzce oříznutý, zaměřuje se na děti, s architektonickými oblouky v pozadí, které poskytují scénu pro obraz.
Stieglitz zaslal dvanáct fotografií, které pořídil během této cesty, do časopisu The Amateur Photographer 's Photographic Holiday Work Competition. Tento snímek se objevil ve vydání 25. listopadu 1887 a byl považován za jediné spontánní dílo v soutěži, kterou posuzoval britský fotograf Peter Henry Emerson, kde získal první cenu.
Ve sbírkách Národní galerie ve Washingtonu, Washington, D.C., Muzea moderního umění, New York a v soukromé sbírce jsou uloženy nejméně tři výtisky této fotografie.